# Abadia de Gladbach
L'abadia de Gladbach o bé abadia de Rathaus (en alemany: Rathaus Abtei) fou una abadia benedictina fundada l'any 974 per l'arquebisbe Gero de Colònia i el monjo Sandrad de Trèveris. Es va anomenar així pel Gladbach, un rierol estret que ara flueix sota terra. L'abadia i els pobles de la rodalia es van convertir en el poble de Gladbach, incorporat en la dècada dels 1360, i donà origen de l'actual ciutat de Mönchengladbach, a Rin del Nord-Westfàlia dins d'Alemanya.
El 1802 l'abadia fou ocupada per les tropes franceses i secularitzada; la seua gran biblioteca es va dispersar. Des del 1805 fins al 1835 l'empraren com una fàbrica tèxtil.
El 1835 l'ajuntament va adquirir l'edifici principal per a reemplaçar l'antiga casa consistorial, que va ser enderrocada. Això constitueix ara la present Rathaus Abtei. Els edificis monàstics restants també els va adquirir la ciutat, per a les oficines municipals.